# یواس‌اس مک‌کوک (دی‌دی-۲۵۲)
یواس‌اس مک‌کوک (دی‌دی-۲۵۲) (به انگلیسی: USS McCook (DD-252)) یک زیردریایی بود که طول آن ۹۵٫۸۳ متر (۳۱۴٫۴ فوت) بود. این زیردریایی در سال ۱۹۱۹ ساخته شد.